# St. Martin (Deuerling)

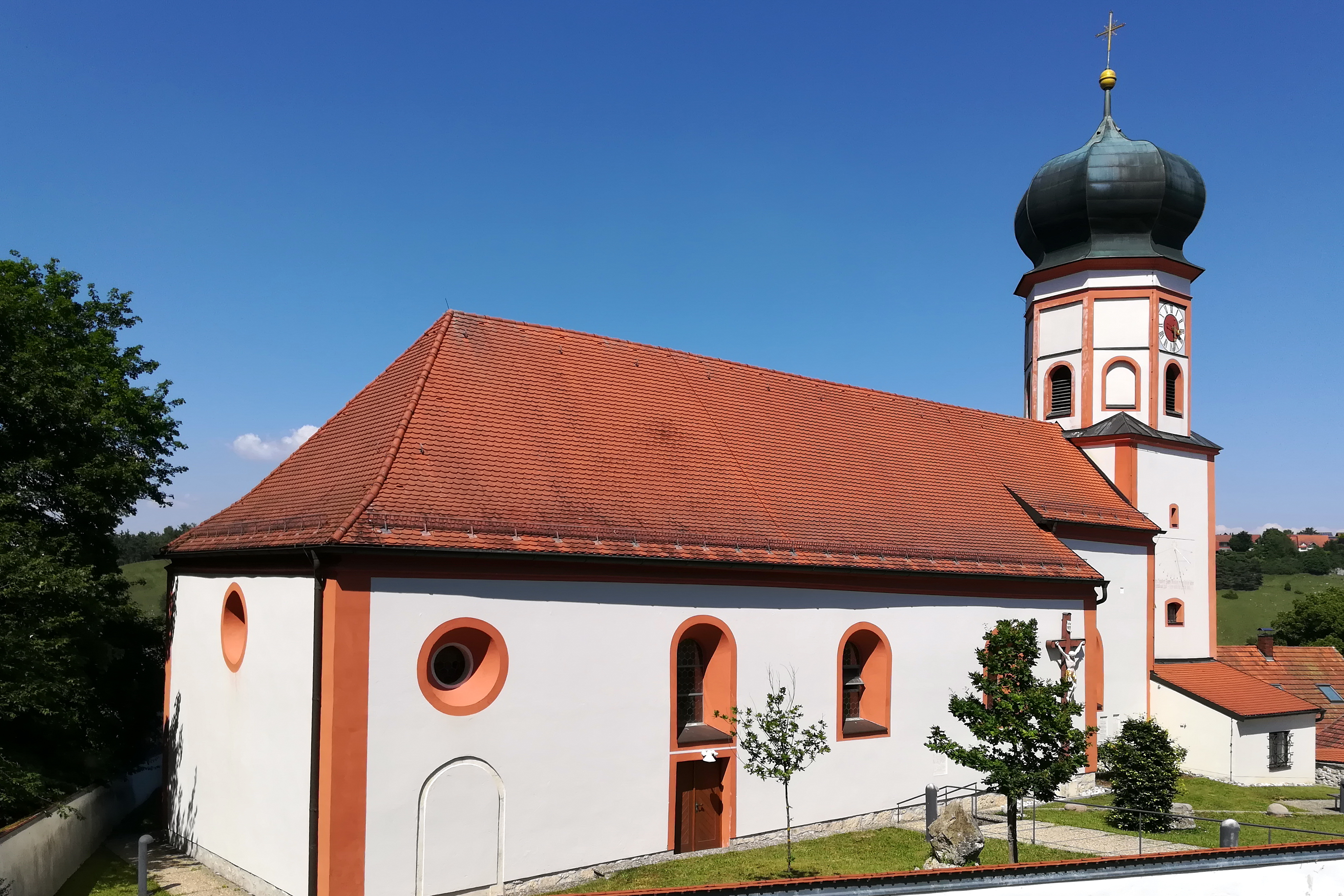
St. Martin (Deuerling)

Die römisch-katholische, denkmalgeschützte Pfarrkirche St. Martin steht in Deuerling, einer  Gemeinde im Landkreis Regensburg der Oberpfalz. Die Pfarrei gehört zum Dekanat Laaber im Bistum Regensburg. Das Bauwerk ist unter der Denkmalnummer D-3-75-127-1 als Baudenkmal in die Bayerische Denkmalliste eingetragen.

## Beschreibung
Die im Kern romanische Saalkirche wurde 1281 gebaut. Sie wurde im 17. Jahrhundert unter Beibehaltung des gotischen, eingezogegenen rechteckigen Chors aus dem 14. Jahrhundert erneuert. Der quadratische Kirchturm an der Stirnwand des Chors wurde 1717 erneuert, nachdem der baufällige bei Bauarbeiten eingestürzt war. Sein oberstes, achteckiges Geschoss beherbergt die Turmuhr und den Glockenstuhl. Darauf sitzt eine Zwiebelhaube. Das Langhaus wurde 1723/24 nach Westen verlängert und mit einem im Westen abgewalmten Satteldach bedeckt. 
Der Innenraum des Langhauses, in dem im Westen eine Empore eingebaut wurde, ist mit einer Decke mit Hohlkehle überspannt, die mit Stuck verziert ist. Der Chor ist innen mit einem Kreuzgewölbe versehen. Zur um 1720 entstandenen Kirchenausstattung gehören der Hochaltar, die Seitenaltäre und die Kanzel, deren Tafelbilder auf der Brüstung die vier Evangelisten zeigen, und der von Salvator Mundi bekrönt ist. Das Taufbecken wurde 1499 aus Adneter Marmor gebaut.